# Skoura

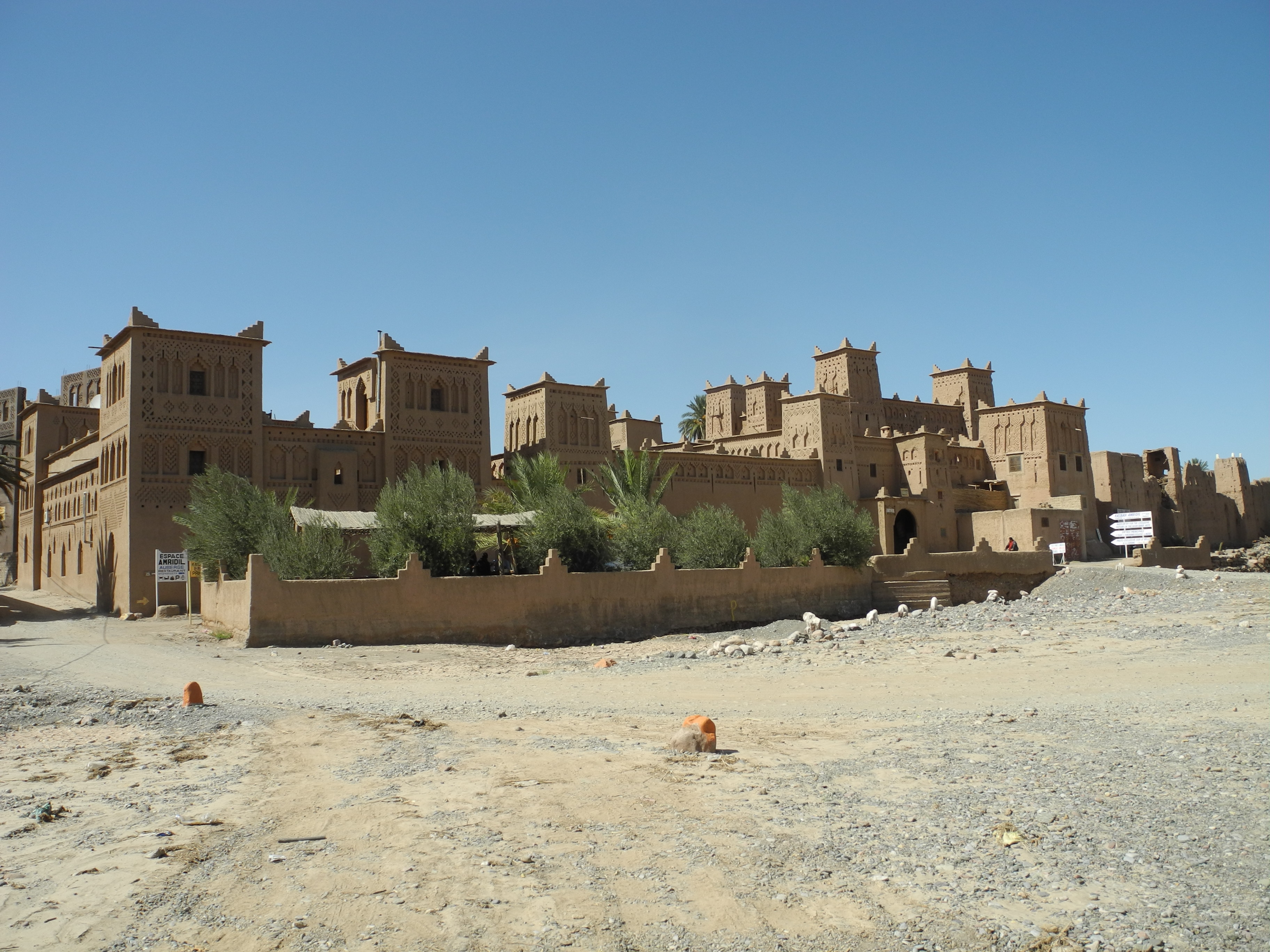
Kasbah Amerhidil

Skoura és una comuna (municipi) rural del sud del Marroc, situada en un oasis a 40 km al nord-est de Ouarzazate, que forma part de la província de Ouarzazate i de la regió de Souss-Massa-Draâ. El 2004 tenia 53.489 habitants i el 2012 s'estimava que tenia 3.050 habitants.
L'oasi de Skoura ocupa 25 km² al llarg del uadi (rierol) Amerhidil, un afluent del Dadès, i té prop de 30.000 habitants. Tot l'oasi està ocupat per un dens palmeral que s'estima tindria prop de 138.000 arecàcies. Abans de les grans sequeres dels anys 1990, era un dels més exuberants del Marroc. El llogaret de Skoura se situa prop de l'extrem oriental de l'oasi.
L'oasi és famós pels seus diversos Kasbah, fortaleses tradicionals, com el Kasbah Amerhidil, construït en el segle xvii per Nassiri o Ban Nasser, i que figura en les antigues notes de 50 dirrãs. Skoura és el primer punt de passada en la carretera del Dadès que condueix a Kelaat-M'Gouna, a la vall del Dadès, a Boumalne Dadès i a les goles del Todgha. El palmeral té nombrosos douares (llogarets) on els seus habitants viuen principalment de l'agricultura, cultivant oliveres, ametllers, pastures com alfals, ordi, a més d'altres arbres de fruit, com pomers, albercoquers, ficus i magraners. Hi ha també alguns artesans que preserven algunes tècniques tradicionals ancestrals, com ceramistes i canterers.
A més del palmeral i dels Kasbah, les principals atraccions turístiques de Skoura són l'els Morabit de Sidi Aïssa (Jesús de Natzaret) i de Sidi M'Barek o Ali, el soc (mercat) setmanal realitzat tots els dilluns, els sistemes d'irrigació i les mines de sal de Toundounte i el llogaret de Sidi Flah. Els Kasbah d'Amerhidil i el d'Aït Ben Abou encara són habitats per les famílies dels amos, almenys durant part de l'any. Altres Kasbah són els de Ben Moro, Dar Aït Sidi el Mati, el Kabbaba, Ben Amar, Dar Aït Sous i Dar Lahsoune.
Encara que hi han alguns Kasbah datats del segle xvii, com el d'Amerhidil, la major part dels que subsisteixen actualment van ser construïts després de la guerra tribal de 1893, quan gran part dels Kasbah de la regió van ser destruïts. Després d'això, en la dècada de 1930, durant la campanya de "pacificació" de les tropes del Protectorat francès del Marroc molts Kasbah van ser també destruïts. A causa d'estar construïts de fang sec es degraden ràpidament quan estan desabitats i abandonats.